# Frise (département)
Pour les articles homonymes, voir Frise.
1801–1814
Entités précédentes :
- République batave :
- (Département de l'Ems)
- (Département du Vieil IJssel)

Entités suivantes :
- Royaume des Pays-Bas :
- (Province de Frise)

La Frise est de 1801 à 1814, un ancien département au sein de trois États successifs. En 1798, la province de Frise est divisée en départements de l'Ems (nl) et du Vieil IJssel (nl), lors de l'instauration de la République batave. En 1801, on restaure les frontières de la province de Frise et on crée le département de Frise.
De 1806 à 1810, le département de Frise fait partie du Royaume de Hollande. Il devient ensuite un département français du Premier Empire de 1811 à 1814, à la suite de l'annexion du royaume de Hollande le 9 juillet 1810. Le département français est officiellement créé par le sénatus-consulte du 13 décembre 1810.
Ses frontières correspondent généralement à celles de la province néerlandaise actuelle de Frise. Le chef-lieu était Leeuwarden (en frison Ljouwert).

## Organisation du département
En 1812, le département est découpé en trois arrondissements :
- Arrondissement de Leeuwarden
  - Cantons de : Bergum, Buitenpost, Dokkum, Dronryp, Franeker, Hallum, Harlingen, Holwert, Leeuwarden (deux cantons).
- Arrondissement de Heerenveen
  - Cantons de : Ackrum, Beetsterzwaag, Heerenveen, Ouderberkoop.
- Arrondissement de Sneek
  - Cantons de : Bolsward, Hindelopen, Lemmer, Rauwerd, Sneek.

Le département est représenté par deux députés au Corps législatif.
Il portait le numéro 122 dans la liste des 130 départements français de 1811

## Liste des préfets
| Période          | Période          | Identité                           | Fonction précédente | Observation |
| ---------------- | ---------------- | ---------------------------------- | ------------------- | ----------- |
| 13 décembre 1810 | 13 décembre 1813 | Johan Gijsbert Verstolk van Soelen |                     | -           |